# Wonderputt
Wonderputt — это инди-головоломка и игра в мини-гольф, изначально выпущенная, как браузерная флеш-игра 15 августа 2011 года. 13 сентября 2012 года игра была выпущена для операционных систем iOS, в частности для iPad. В июле 2017 года вместе с бесплатным обновлением в игру была добавлена поддержка 64-разрядной версии iOS 11, а также возможность масштабирования для удобной игры на устройствах iPhone.

## Игровой процесс
Wanderputt представляет из себя игру в мини-гольф, где игрок должен забить мячик от гольфа в лунку. Игра представлена одной большой локацией, условно поделённой на 18 уровней. Цель игрока — закинуть мяч в лунку. Чтобы направить мяч в нужном направлении, игрок должен «оттянуть» пальцем в обратном направлении траектории движения, чем дальше игрок оттягивает, тем дальше мяч улетит. Сила направления обозначена цветом стрелки. В каждой части локации имеется свои препятствия, например в одним местах игрок должен преодолевать ограждения в виде стен и заборов, в других кидать мяч не на ровной поверхности, из-за которых мяч будет постоянно скатываться вниз. Есть также уровни, где необходимо перекидывать мяч через воду или пустое пространство. Каждый раз, когда игрок закидывает мяч в лунку, часть локации меняется.
В Wanderputt нельзя проиграть, однако игра засчитывает количество бросков, совершённых игроком. В игру также встроена рейтинговая таблица игроков.

## Разработка
Созданием Wanderputt занимался Рис Миллидж, основатель и единоличный работник студии Damp Gnat, занимающийся созданием flash-игр. Разработчик планировал потратить на разработку игры два месяца, в итоге на создание потребовалось полгода. Раннее Миллидж создал мини-гольф игру Adverputt с аналогичной игровой механикой, где было также представлено изометрическое поле, условно поделённое на несколько уровней. Данная игра пользовалась успехом у интернет-пользователей. Тогда Миллидж решил использовать игровой движок Adverputt, но создать игру с более богатой анимированной средой и предназначенной для более широкой игровой аудитории. Работая над графикой, разработчик вдохновлялся изометрическим иллюстрациями-диограммами из старых энциклопедий, представленными в них географическими сечениями. Что также позволило разработчику понять траекторию падения мяча на определённой поверхности. Решение выбрать изометрическую графику Миллидж также объяснил возможностью ввести пространственные иллюзии, как это делал в иллюстрациях Корнелиса Эшера.
Изначально предыдущая игра Adverputt создавалась, как эксперимент, а именно можно ли создать красивую и целостную игру из того, что обычно считается некрасивым. Хотя игроки высоко оценили игровой процесс Adverputt они оказались недовольными встроенной рекламой, также Миллидж заметил, что созданная игра не могла приносить прибыль и не привлекала потенциальных спонсоров. Работая над Wonderputt, Миллидж хотел создать игру, предлагающую уникальную задачу, но достаточно лёгкую для выполнения её большинством игроков. При этом в игру разработчик встроил режим коллекционирования специально для игроков, любящих трудные изадачи. Основная трудность при разработке была связана с балансом игрового дизайна и художественной эстетики, Миллидж заметил, что создавал на столько замысловатые уровни, что «они могли приводить в ужас» стороннего наблюдателя. Также разработчик заметил, что в дальнейшем не планирует создавать продолжения к Wanderputt или развивать данную игровую механику в новых проектах.

## Критика
| Сводный рейтинг    | Сводный рейтинг |
| Агрегатор          | Оценка          |
| ------------------ | --------------- |
| Metacritic         | 77/100 (iOS)    |
| Иноязычные издания |                 |
| Издание            | Оценка          |
| TouchArcade        | [ 6 ]           |
| Modojo             | 80 %            |
| 148apps            | [ 8 ]           |
| Slide to Play      | 75 %            |
| Pocket Gamer UK    | [ 9 ]           |

Игровые критики оставили в основном положительные оценки об игре, средняя оценка по версии Metacritic составляет 77 баллов из 100 возможных.
Критик сайта Toucharcade заметил, что Wonderputt — это самая дешёвая и одновременно причудливая игра в мини-гольф, в которую он когда либо играл на мобильном устройстве. Совмещая в себе яркий, минималисткий стиль, внимание к деталям и совмещая это с оптическими иллюзиями, игра предлагает уникальный опыт в мини-гольф. Самый однако главный недостаток игры заключается в том, что она наказывает игрока за время, потраченное на путешествие до лунки, особенно на фоне того, что игрок будет отвлекаться на визуальные элементы игры. Критик также с сарказмом подытожил, что «если вы парень или девушка — обладатель модного iPad 2 или 3, „Wonderputt“ — одно из тех остроумных приложений, которое просто необходимо продемонстрировать остальным, чтобы заработать себе дополнительные очки „крутизны“».
Представитель сайта Modojo заметил, что Wonderputt предоставляет короткий, но очень яркий опыт времяпровождения, который призван скрасить будние дни. Критик заметил, что игрокам, требующим от игры долговечности определённо не понравится Wonderputt, но если для них качество игры прежде всего выражается в хорошем дизайне, то Wonderputt вполне оправдывает свой и так небольшой ценник. Тем не менее критик указал на то, что модель управления может показаться игроку в начале неудобной, но со временем он привыкнет к ней.
Представитель сайта AppSpy заметил, что игра завораживает своим вниманием к деталям. Несмотря на свою короткую длину, в игру можно повторно играть благодаря Unlockable Wonder Mode, позволяющим получать бонусные очки за перепрохождение. Тем не менее критик заметил, что маленький размер представленных локаций делает игру неудобной в управлении.
Сдержанный отзыв оставил критик сайта Pocket Gamer, заметив, что «не важно, на сколько хороша ваша игра, необходимо настроить правильно игровой процесс, иначе людям надоест». Критик заметил, когда Wonderputt была представлена изначально в виде бесплатной флеш-игры, это работало, учитывая, что сложность управления гарантировала долгое прохождение. Критик заметил, что с одной стороны Wonderputt предлагает великолепный визуальный дизайн и музыкальное сопровождение, однако закидывание мяча в лунку мгновенно превращается в рутину.

## Внешние ссылки
- dampgnat.com — официальный сайт Wonderputt